# 18 til I Die
18 til I Die är det sjätte studioalbumet av den kanadensiska artisten Bryan Adams. Albumet släpptes den 4 juni 1996 genom det amerikanska skivbolaget A&M Records. Låtarna är skrivna av Bryan Adams och Robert Lange.

## Låtlista

### Internationell
| Nr  | Titel                                        | Kompositör          | Längd |
| --- | -------------------------------------------- | ------------------- | ----- |
| 1.  | The Only Thing That Looks Good on Me Is You  | Adams, Lange        | 3:37  |
| 2.  | Do to You                                    | Adams, Lange        | 4:11  |
| 3.  | Let's Make a Night to Remember               | Adams, Lange        | 6:19  |
| 4.  | 18 til I Die                                 | Adams, Lange        | 3:30  |
| 5.  | Star                                         | Adams, Lange, Kamen | 3:42  |
| 6.  | (I Wanna Be) Your Underwear                  | Adams, Lange        | 3:18  |
| 7.  | We're Gonna Win                              | Adams, Lange        | 2:27  |
| 8.  | I Think About You                            | Adams, Peters       | 3:36  |
| 9.  | I'll Always Be Right There                   | Adams, Kennedy      | 3:17  |
| 10. | It Ain't a Party... If You Can't Come 'Round | Adams, Lange        | 3:47  |
| 11. | Black Pearl                                  | Adams, Lange        | 4:00  |
| 12. | You're Still Beautiful to Me                 | Adams, Lange        | 5:14  |
| 13. | Have You Ever Really Loved a Woman?          | Adams, Lange, Kamen | 4:48  |
| 14. | Hey Elvis (Bonusspår i Japan)                | Adams, Peters       | 3:22  |

### Australien
| Nr  | Titel                                          | Kompositör                        | Längd |
| --- | ---------------------------------------------- | --------------------------------- | ----- |
| 1.  | The Only Thing That Looks Good on Me Is You    | Adams, Lange                      | 3:37  |
| 2.  | Do to You                                      | Adams, Lange                      | 4:11  |
| 3.  | Let's Make a Night to Remember                 | Adams, Lange                      | 6:19  |
| 4.  | 18 til I Die                                   | Adams, Lange                      | 3:30  |
| 5.  | Star                                           | Adams, Lange, Kamen               | 3:42  |
| 6.  | (I Wanna Be) Your Underwear                    | Adams, Lange                      | 3:18  |
| 7.  | I Think About You                              | Adams, Peters                     | 3:36  |
| 8.  | I'll Always Be Right There                     | Adams, Kennedy                    | 3:17  |
| 9.  | It Ain't a Party If Ya Can't Come 'Round       | Adams, Lange                      | 3:47  |
| 10. | Black Pearl                                    | Adams, Lange                      | 4:00  |
| 11. | Have You Ever Really Loved a Woman?            | Adams, Lange, Kamen               | 4:48  |
| 12. | I Finally Found Someone (med Barbra Streisand) | Adams, Lange, Streisand, Hamlisch | 3:43  |
| 13. | We're Gonna Win                                | Adams, Lange                      | 2:27  |

## Listplacering

### Album
| Land           | Topposition | Certifiering (om sådan finns) | Sålda exemplar | Referenser          |
| -------------- | ----------- | ----------------------------- | -------------- | ------------------- |
| Storbritannien | 1           | 2× Platina                    | +600 000       | [ 1 ] [ 2 ]         |
| Australien     | 2           | 3× Platina                    | +210 000       | [ 3 ] [ 4 ]         |
| Österrike      | 2           | Guld                          | +10 000        | [ 5 ] [ 6 ]         |
| Schweiz        | 2           | Platina                       | +120 000       | [ 7 ] [ 8 ]         |
| Finland        | 3           |                               |                | [ 9 ]               |
| Tyskland       | 4           | Guld                          | +250 000       | [ 10 ] [ 11 ]       |
| Kanada         | 4           | 3× Platina                    | +300 000       | [ 12 ] [ 3 ] [ 13 ] |
| Sverige        | 5           |                               |                | [ 14 ]              |
| Belgien        | 5           |                               |                | [ 15 ]              |
| Norge          | 7           |                               |                | [ 16 ]              |
| Ungern         | 8           |                               |                | [ 17 ]              |
| Nederländerna  | 9           |                               |                | [ 18 ]              |
| Nya Zeeland    | 13          |                               |                | [ 19 ]              |
| Frankrike      | 15          |                               |                | [ 20 ]              |
| USA            | 31          | Platina                       | +1 000 000     | [ 21 ] [ 22 ]       |